# James Tatum
James L. Tatum (* 29. Juli 1931 in Mineola, Texas; † 6. Oktober 2021 in Detroit) war ein US-amerikanischer Jazzmusiker (Piano, Komposition) und Hochschullehrer.

## Leben und Wirken
Tatum begann schon früh mit dem Klavierspiel. Er erwarb einen Bachelor-Abschluss an der Prairie View A&M University, bevor er den Master-Abschluss an der University of Michigan absolvierte. Nach Ableistung seines Wehrdienstes wurde Tatum Lehrer und Abteilungsleiter an der Murray-Wright High School in Detroit und inspirierte Studenten wie die lokale Sängerin Jeanetta Carr. Er arbeitete auch regelmäßig als Gastdozent und Dozent an lokalen Colleges und Universitäten wie dem Oakland County Community College, der Oakland University und dem Macomb County Community College. Tatum war viele Jahre lang Professor am Wayne County Community College in Detroit, bis er 2014 in den Ruhestand ging.
Tatum, der Anfang der 1960er Jahre zum Katholizismus konvertierte, wurde von der St. Cecilia Church in Detroit mit der Komposition einer Messe beauftragt. Zwei Jahre lang arbeitete er an seinem Opus Magnum, der „Contemporary Jazz Mass“, um es 1973 mit seinem von lokalen Musikern unterstützten Trio und einem Kirchenchor aufzunehmen. „Afrikanische Rhythmik und fernöstliche Skalen stoßen hier auf US-Gospeltraditionen und christliche Liturgie“, schrieb Jan Paersch. Tatums eigene Kompositionen zeigen die Bandbreite seines Musikverständnisses, das Blues, Gospel, Jazz und andere Musiktraditionen umfasst. Dazu gehören neben der „Contemporary Jazz Mass“ die „Jubilee Jazz Suite“, „The Return of Joshua“, „Great Detroit Renaissance“ und „A Tribute to Nelson Mandela“. 1980 trat er mit Trio und Chor auf dem Montreux-Detroit Jazz Festival auf.
Neben der Single „Rhona“ (JTTP Records), eingespielt mit seinem James Tatum Trio Plus (mit Louis Barnett, Joe Williams und Bert Myrick) legte er zwei LPs vor. 2015 wurde sein Album Spiritualotta Jazz Suite bei Jazzman Records neu aufgelegt.
Für seine Leistungen erhielt Tatum zahlreiche Auszeichnungen; 2000 wurde er als erster Jazzmusiker mit dem People’s Choice Michigan Artist Award von der damaligen Gouverneurin Jennifer Granholm ausgezeichnet. 2005 trat er in Washington, D.C. beim Annual Jazz Forum and Concert auf. Prairie View A&M verlieh ihm 2010 den Distinguished Alumnus Award, und 2012 trat er in Grenada im Rahmen eines von der US-Botschaft gesponserten Jazz Lecture and Performance Festival auf. 2017 rief der Bürgermeister seiner Heimatstadt Mineola den 6. Juli zum James Tatum Day aus.

## Diskographische Hinweise
- Contemporary Jazz Mass (1974)
- James Tatum Live – At Orchestra Hall & The Paradise Theater (1980)